# Max Wilhelm Meyer

Max Wilhelm Meyer

Max Wilhelm Meyer (* 15. Februar 1853 in Braunschweig; † 17. Dezember 1910 in Untermais bei Meran) war deutscher Astronom, Naturforscher und Schriftsteller.

## Leben
Max Wilhelm Meyer war der Sohn des Glasermeisters Georg Meyer (* um 1810, † um 1870 in Braunschweig). Er verbrachte einige Jahre seiner Jugend in der Familie von dessen Bruder Heinrich Carl Georg Meyer, einem Bahnmeister in Mainholzen bei Braunschweig. Dieser war für seine Sammlung von rund 2.000 Petrefakten bekannt und regte vermutlich das wissenschaftliche Interesse seines Neffen an. Meyer verließ 1867 die Schule ohne Abschluss. Er machte anschließend die Lehre als Buchhändler. 1871 hatte er eine Stelle an der Sternwarte in Göttingen und zog wegen seines Studiums der Astronomie nach Leipzig.
1875 wurde Meyer in Zürich an der Universität über Doppelsterne promoviert. Nun bereiste er Neapel, Pompeji und Capri. Von 1877 bis 1882 arbeitete er als Assistent an der Genfer Sternwarte. Meyer plante seine Zukunft als Schriftsteller. Zu dieser Zeit erschien sein erstes Feuilleton in der Frankfurter Zeitung. Eine weitere Station war 1883 Wien (dort berechnete er die Daten von einigen tausend Sonnenfinsternissen). Meyer heiratete in Wien im Mai 1884, zog 1885 nach Berlin, wo im Juni 1886 sein Sohn Ernst geboren wurde. Meyer schrieb über zwei Jahre monatlich fünf Feuilletons für die Zeitung Berliner Tageblatt. Zusammen mit dem Erfinder Werner von Siemens und dem Astronomen Wilhelm Foerster gründete er 1888 die astronomische Gesellschaft Urania, deren Direktor er bis 1897 war. Im Urania-Gebäude in Berlin-Moabit realisierte Meyer seine Idee von einem „Wissenschaftlichen Theater“, für das er auf Theatertechniken zurückgriff, die er bereits in der Wiener Gartenbau-Ausstellung erprobte und mit dem Theatertechniker Carl Lautenschläger entwickelte. Im Jahr 1890 wurde er zum Mitglied der Leopoldina gewählt.
Zudem leitete er Himmel und Erde, die „Illustrierte Naturwissenschaftliche Monatsschrift“ der Urania. Durch einen Streit mit Wilhelm Foerster verlor er seine Anstellung bei der Urania und zog nach Capri und Zürich.

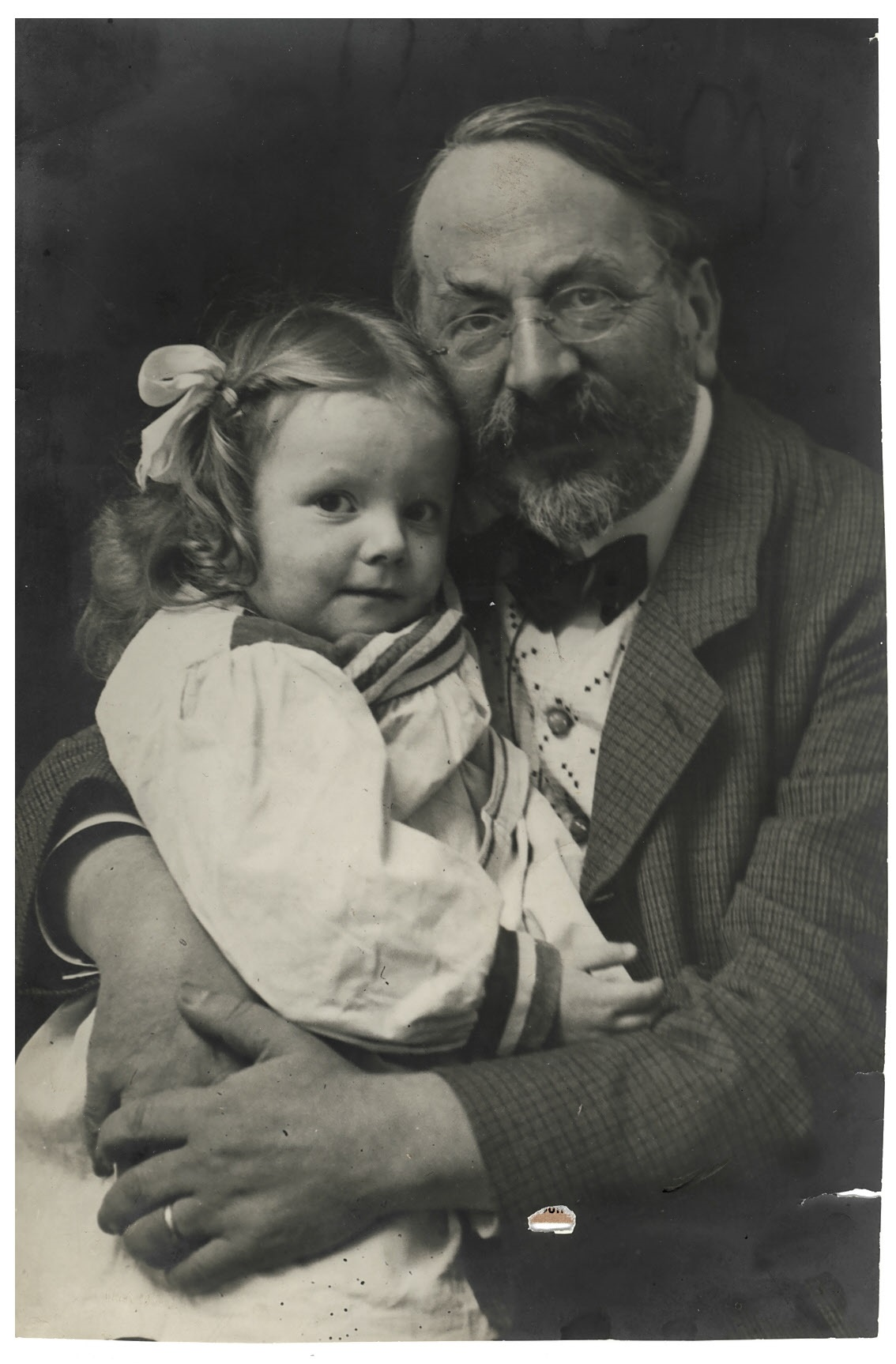
Max Wilhelm Meyer mit seiner Tochter Mercedes

Meyer schrieb zeit seines Lebens Gedichte, Novellen und Theaterstücke. Das Schöpfungsdrama Bis ans Ende der Welt wurde in vielen deutschen Städten aufgeführt. Er besaß eine sehr umfangreiche Naturaliensammlung.

## Textauszug eines Reiseberichts
Max Wilhelm Meyer arbeitete auch als Reisejournalist, wie 1906 für die Zeitschrift Kosmos. Er beschreibt darin als Dr. M. Wilh. Meyer (Urania-Meyer) Erlebnisse seiner (vermutlich primär aus astronomischem Interesse unternommenen) Reise nach Ägypten und liefert auch die Fotos zu seinem Text. Der fünfseitige Artikel nimmt die für damals typische kolonialistische Grundperspektive ein, die die Araber als freundliche, lebenslustige, aber rückständige Menschen betrachtet:
„Die Araber, oder was hier sonst herumwimmelt an Menschenrassen, schreien sich zwar beständig fürchterlich an, aber sie streiten sich nicht.“
Über einen kleinen Jungen, der Meyer in Kairo die Schuhe putzt, schreibt er:
„Hier sind es flinke Kerlchen von sechs bis acht Jahren, und in allen Farben (weiß ausgenommen), in denen heute die Stiefel variieren. Rings um seinen kleinen Kasten, den er auf dem Rücken trägt, hat unser Bürschchen, je nach seiner Wohlhabenheit, bis zu einem Dutzend verschiedene Flaschen angehängt für die verschiedenen Lederfarben. [...] Was macht nun so ein Bengel mit dem Gelde? [...] Verhungern kann hier überhaupt kein Mensch. Sie könnten sich den ganzen Tag irgendwo unter eine schöne Palme legen und als einzige Beschäftigung immer ihrem Schatten nachkriechen. Ein paar Datteln fallen ihnen von selbst fast in den Mund. [...] Er spart und arbeitet, um sich den höchsten Genuß des Lebens, eine Frau, zu erwerben, oder gar mehrere, damit er sich sein gemütliches Heim, seinen Harem gründen kann. Schon von vierzehn Jahren an kann er das haben, wenn er fleißig war.“

## Schriften
- Selbstbiographisches vom Himmel.
- Auf der Sternwarte oder Wie der Astronom zu den Resultaten seiner Forschung gelangt. 1887 (= Reclams Universal-Bibliothek, Nr. 2305).
- Die Entstehung der Erde und des Irdischen. 1888.
- Mußestunden eines Naturfreundes. Skizzen und Studien über himmlische und irdische Dinge. 1891.
- Hrsg.: Illustrirter Leitfaden der Astronomie, Physik und Mikroskopie in Form eines Führers durch die Urania zu Berlin. 1892.
- Das Weltgebäude. Eine gemeinverständliche Himmelskunde. 1898.
- Bis ans Ende der Welt. Theaterstück, 1900.
- Der Untergang der Erde und die kosmischen Katastrophen. Betrachtungen über die zukünftigen Schicksale unserer Erdenwelt. 1902.
- Die Naturkräfte. 1903.
- Der Amateurphotograph auf Reisen. In: Velhagen & Klasings Monatshefte. Jg. 17 (1902/03), Bd. 2, Nr. 10, Juni 1903, S. 433–448.
- Der Mond. Unsere Nachbarwelt. 1905.
- Die Ägyptische Finsternis. (Erfahrungsbericht der Sonnenfinsternis am 30. August 1905 in Ägypten), 1905.
- Die Entstehung der Erde. 1907.
- Im Bannkreise der Vulkane. Ihre Entwicklungsgeschichte in Reiseschilderungen dargestellt. 1907.
- Bewohnte Welten. 1909. Digitalisat
- Welt der Planeten. 1910 (Digitalisat).